# Waterloo (album)
Waterloo je drugi studijski album švedske glasbene skupine ABBA.
Izšel je leta 1974 pri založbi Polar Music najprej na vinilni plošči, kasneje pa še v mnogo različnih izdajah po svetu na traku (stereo 8), glasbeni kaseti, CD plošči in v digitalni/pretočni obliki.
Album so večkrat digitalizirali in masterirali za ponovne izdaje v letih 1997, 2001, 2005 in nazadnje leta 2014 za posebno izdajo ob 40-letnici Waterloo Deluxe Edition.

## O albumu
Ob izidu albuma se je skupina že imenovala ABBA, a so bili na različnih začetnih izdajah albuma člani še vedno dodatno našteti kot: »Björn, Benny, Agnetha & Frida« ali pa »Björn, Benny, Anna & Frida«, podobno kot na njihovem prvem albumu Ring Ring.
Snemanje prve pesmi za album Waterloo »Dance (While the Music Still Goes On)« so začeli 24. septembra leta 1973.
Zelo nenavadno je to edina pesem skupine, na kateri Benny ne igra klaviatur.
Namesto njega jih igra ameriški pianist John Bundrick, ki je bil ravno takrat na Švedskem.
Na snemanje ga je takrat povabil prijatelj Janne Schaffer, studijski kitarist skupine ABBA.
Tri tedne kasneje so snemanje nadaljevali za pesmi »Suzy-Hang-Around« in »My Mama Said«.
Takrat na studijskih obrazcih tudi prvič zabeležijo ime skupine kot »ABBA«.
Dotlej so se še vedno imenovali »Björn & Benny, Agnetha & Anni-Frid«.
Pesem »Suzy-Hang-Around« pa je edina, pri kateri glavni vokal poje Benny.
Naslednji dve pesmi so posneli 17. oktobra: »What About Livingstone« in »Honey, Honey«, ki bo izšla kot drugi single z albuma.
Pesem »King Kong Song«, ki jo avtorja Benny in Björn opredeljujeta kot eno najšibkejših z albuma, je bila posneta 14. novembra. 
In ravno na ta dan so napovedali nastop skupine ABBA na švedskem predizboru Melodifestivalen za Pesem Evrovizije 1974.
Od tega trenutka pa se je snemanje preostalih pesmi zelo pospešilo.
Za prijavo na evrovizijsko tekmovanje so imeli v mislih dva naslova: »Waterloo« in »Hasta Mañana«.
Člani skupine so sicer imeli raje zadnjo, a je prva prevladala kot varnejša izbira smeri za prihodnost skupine.
Nazadnje so na isti dan posneli še pesmi »Waterloo« in »Watch Out«, ki sta kasneje skupaj izšli tudi na angleškem singlu.
Prva izdaja albuma se začne s švedsko različico pesmi »Waterloo«, angleška verzija pesmi pa zaključi drugo stran plošče.
Na kasnejših mednarodnih izdajah so švedsko verzijo na prvem mestu preprosto nadomestili z angleško in švedsko izpustili.

## Seznam posnetkov
Vse pesmi sta napisala Benny Andersson in Björn Ulvaeus, razen, kjer je navedeno drugače.
| Stran A | Stran A                                 | Stran A                               | Stran A |
| Št.     | Naslov                                  | Pisec                                 | Dolžina |
| ------- | --------------------------------------- | ------------------------------------- | ------- |
| 1.      | „Waterloo‟ (švedska verzija)            | B. Andersson, B. Ulvaeus, S. Anderson | 2:45    |
| 2.      | „Sitting in the Palmtree‟               |                                       | 3:39    |
| 3.      | „King Kong Song‟                        |                                       | 3:14    |
| 4.      | „Hasta Mañana‟                          | B. Andersson, B. Ulvaeus, S. Anderson | 3:05    |
| 5.      | „My Mama Said‟                          |                                       | 3:14    |
| 6.      | „Dance (While the Music Still Goes On)‟ |                                       | 3:05    |

| Stran B         | Stran B                       | Stran B                               | Stran B |
| Št.             | Naslov                        | Pisec                                 | Dolžina |
| --------------- | ----------------------------- | ------------------------------------- | ------- |
| 1.              | „Honey, Honey‟                | B. Andersson, B. Ulvaeus, S. Anderson | 2:56    |
| 2.              | „Watch Out‟                   |                                       | 3:49    |
| 3.              | „What About Livingstone‟      |                                       | 2:54    |
| 4.              | „Gonna Sing You My Lovesong‟  |                                       | 3:35    |
| 5.              | „Suzy-Hang-Around‟            |                                       | 3:11    |
| 6.              | „Waterloo‟ (angleška verzija) | B. Andersson, B. Ulvaeus, S. Anderson | 2:46    |
| Skupna dolžina: | Skupna dolžina:               | Skupna dolžina:                       | 38:10   |

| Mednarodna izdaja CD | Mednarodna izdaja CD                    | Mednarodna izdaja CD                  | Mednarodna izdaja CD |
| Št.                  | Naslov                                  | Pisec                                 | Dolžina              |
| -------------------- | --------------------------------------- | ------------------------------------- | -------------------- |
| 1.                   | „Waterloo‟                              | B. Andersson, B. Ulvaeus, S. Anderson | 2:46                 |
| 2.                   | „Sitting in the Palmtree‟               |                                       | 3:39                 |
| 3.                   | „King Kong Song‟                        |                                       | 3:14                 |
| 4.                   | „Hasta Mañana‟                          | B. Andersson, B. Ulvaeus, S. Anderson | 3:05                 |
| 5.                   | „My Mama Said‟                          |                                       | 3:14                 |
| 6.                   | „Dance (While the Music Still Goes On)‟ |                                       | 3:05                 |
| 7.                   | „Honey, Honey‟                          | B. Andersson, B. Ulvaeus, S. Anderson | 2:56                 |
| 8.                   | „Watch Out‟                             |                                       | 3:49                 |
| 9.                   | „What About Livingstone‟                |                                       | 2:54                 |
| 10.                  | „Gonna Sing You My Lovesong‟            |                                       | 3:35                 |
| 11.                  | „Suzy-Hang-Around‟                      |                                       | 3:11                 |
| Skupna dolžina:      | Skupna dolžina:                         | Skupna dolžina:                       | 35:25                |

| Bonus posnetki (2001) | Bonus posnetki (2001)            | Bonus posnetki (2001)                                     | Bonus posnetki (2001) |
| Št.                   | Naslov                           | Pisec                                                     | Dolžina               |
| --------------------- | -------------------------------- | --------------------------------------------------------- | --------------------- |
| 12.                   | „Ring Ring‟ (U.S. remix 1974)    | B. Andersson, B. Ulvaeus, S. Anderson, N. Sedaka, P. Cody | 3:06                  |
| 13.                   | „Waterloo‟ (švedska verzija)     | B. Andersson, B. Ulvaeus, S. Anderson                     | 2:45                  |
| 14.                   | „Honey, Honey‟ (švedska verzija) | B. Andersson, B. Ulvaeus, S. Anderson                     | 2:59                  |

| Bonus posnetki (The Complete Studio Recordings 2005) | Bonus posnetki (The Complete Studio Recordings 2005) | Bonus posnetki (The Complete Studio Recordings 2005)              | Bonus posnetki (The Complete Studio Recordings 2005) |
| Št.                                                  | Naslov                                               | Pisec                                                             | Dolžina                                              |
| ---------------------------------------------------- | ---------------------------------------------------- | ----------------------------------------------------------------- | ---------------------------------------------------- |
| 15.                                                  | „Waterloo‟ (nemška verzija)                          | B. Andersson, B. Ulvaeus, S. Anderson, G. Müller-Schwanke         | 2:44                                                 |
| 16.                                                  | „Hasta Mañana‟ (španska verzija)                     | B. Andersson, B. Ulvaeus, S. Anderson, B. McCluskey, M. McCluskey | 3:09                                                 |
| 17.                                                  | „Ring Ring‟ (single verzija 1974)                    | B. Andersson, B. Ulvaeus, S. Anderson, N. Sedaka, P. Cody         | 3:08                                                 |
| 18.                                                  | „Waterloo‟ (francoska verzija)                       | B. Andersson, B. Ulvaeus, S. Anderson, A. Boublil                 | 2:42                                                 |

### Posebna izdaja ob 30-letnici
Ob 30-letnici izdaje albuma je 19. aprila leta 2004 izšla posebna dvojna izdaja Waterloo 30th Anniversary Edition na CD in DVD ploščah z vsemi štirimi jezikovnimi verzijami naslovne pesmi »Waterloo« in nekaj posnetki televizijskih oddaj.
| Bonus posnetki (CD) | Bonus posnetki (CD)            | Bonus posnetki (CD)                               | Bonus posnetki (CD) |
| Št.                 | Naslov                         | Pisec                                             | Dolžina             |
| ------------------- | ------------------------------ | ------------------------------------------------- | ------------------- |
| 16.                 | „Waterloo‟ (francoska verzija) | B. Andersson, B. Ulvaeus, S. Anderson, A. Boublil | 2:42                |

| DVD             | DVD                                              | DVD                           | DVD     |
| Št.             | Naslov                                           | TV oddaja                     | Dolžina |
| --------------- | ------------------------------------------------ | ----------------------------- | ------- |
| 1.              | „Waterloo‟ (evrovizijski nastop 6. aprila 1974)  | Eurovision Song Contest (BBC) | 2:46    |
| 2.              | „Waterloo‟ (švedski predizbor 9. februarja 1974) | Melodifestivalen (SVT)        | 2:56    |
| 3.              | „Honey, Honey‟                                   | Star Parade (ZDF)             | 3:19    |
| 4.              | „Hasta Mañana‟ (22. maj 1974)                    | Señoras y señores (RTVE)      | 3:05    |
| Skupna dolžina: | Skupna dolžina:                                  | Skupna dolžina:               | 13:16   |

### Posebna izdaja ob 40-letnici
Ob 40-letnici izdaje albuma je 7. aprila leta 2014 izšla posebna dvojna izdaja Waterloo Deluxe Edition na CD in DVD ploščah z veliko dodatnimi povezanimi audio posnetki in posnetki televizijskih nastopov ter ovitki mednarodnih izdaj.
Priložena mu je ilustrirana knjižica z opisom ozadja ob nastajanju albuma ter izbora dodatnih posnetkov.
Na CD-ju so tako objavljeni posnetki vseh jezikovnih verzij pesmi z originalnega albuma, ameriški in angleški remiks uspešnice »Ring Ring« s prejšnjega albuma, in alternativna zgodnejša verzija pesmi »Waterloo«, ki je bila le omejen čas na voljo na Švedskem (posnetek 19).
Na DVD-ju so objavljeni vsi tekmovalni nastopi s pesmijo »Waterloo« in nastopi v različnih televizijskih oddajah kot pregled skozi evrovizijsko leto 1974.
| Bonus posnetki (Deluxe Edition CD) | Bonus posnetki (Deluxe Edition CD) | Bonus posnetki (Deluxe Edition CD)                                | Bonus posnetki (Deluxe Edition CD) |
| Št.                                | Naslov                             | Pisec                                                             | Dolžina                            |
| ---------------------------------- | ---------------------------------- | ----------------------------------------------------------------- | ---------------------------------- |
| 16.                                | „Hasta Mañana‟ (španska verzija)   | B. Andersson, B. Ulvaeus, S. Anderson, B. McCluskey, M. McCluskey | 3:09                               |
| 17.                                | „Waterloo‟ (francoska verzija)     | B. Andersson, B. Ulvaeus, S. Anderson, A. Boublil                 | 2:42                               |
| 18.                                | „Ring Ring‟ (single verzija 1974)  | B. Andersson, B. Ulvaeus, S. Anderson, N. Sedaka, P. Cody         | 3:08                               |
| 19.                                | „Waterloo‟ (alternativna verzija)  | B. Andersson, B. Ulvaeus, S. Anderson                             | 2:45                               |

| Deluxe Edition DVD | Deluxe Edition DVD | Deluxe Edition DVD                   | Deluxe Edition DVD |
| Št.                | Naslov | TV oddaja                            | Dolžina            |
| ------------------ | --- | ------------------------------------ | ------------------ |
| 1.                 | „Waterloo‟ (prvi evrovizijski nastop 6. aprila 1974)                                                                                       | Eurovision Song Contest (BBC)        | 4:21               |
| 2.                 | „Waterloo‟ (prvi nastop na švedskem predizboru 9. februarja 1974)                                                                          | Melodifestivalen (SVT)               | 4:05               |
| 3.                 | „Waterloo‟ (drugi nastop na švedskem predizboru 9. februarja 1974)                                                                         | Melodifestivalen (SVT)               | 3:41               |
| 4.                 | „Waterloo‟ (predstavitev angleške verzije za Eurosong 9. februarja 1974)                                                                   | Eurovision Song Contest (SVT)        | 3:02               |
| 5.                 | „Waterloo‟ (drugi evrovizijski nastop 6. aprila 1974)                                                                                      | Eurovision Song Contest (BBC)        | 4:33               |
| 6.                 | „Interview with Frida and Stig After the Eurovision Victory‟ (intervju s Frido in Stigom po evrovizijski zmagi v Brightonu 6. aprila 1974) | Rapport (SVT)                        | 2:24               |
| 7.                 | „Waterloo‟ (prvi nastop 10./11. aprila 1974)                                                                                               | Top of the Pops (BBC)                | 2:51               |
| 8.                 | „Honey, Honey‟ (28. september 1974) | Disco (ZDF)                          | 3:09               |
| 9.                 | „Waterloo‟ (drugi nastop 30. aprila 1974)                                                                                                  | Top of the Pops (BBC)                | 2:48               |
| 10.                | „Honey, Honey‟ (3. november 1974) | Spotlight (ORF)                      | 3:09               |
| 11.                | „Waterloo‟ (nemška verzija 10. junija 1974)                                                                                                | Musik aus Studio B (NDR)             | 2:59               |
| 12.                | „Honey, Honey‟ (7. november 1974) | Ein Kessel Buntes (vzhodnonemška TV) | 3:14               |
| 13.                | „Waterloo‟ (tretji nastop 19. decembra 1974)                                                                                               | Top of the Pops (BBC)                | 2:13               |
| 14.                | „International Sleeve Gallery‟ (galerija ovitkov)                                                                                          |                                      | 2:58               |
| Skupna dolžina:    | Skupna dolžina: | Skupna dolžina:                      | 45:31              |

## Sodelujoči

### ABBA
- Agnetha Fältskog – vokal
- Anni-Frid Lyngstad – vokal
- Benny Andersson – klavir, klaviature, moog sintetizator, melotron, vokal
- Björn Ulvaeus – akustična kitara, kitara, vokal

### Ostali glasbeniki
- Christer Eklund – tenorski saksofon na posnetku 1
- John Bundrick – klaviature na posnetku 6
- Janne Schaffer – električne kitare
- Rutger Gunnarsson – bas kitara
- Per Sahlberg – bas kitara in tolkala na posnetku 6
- Ola Brunkert – baterija
- Malando Gassama – konge in guiro na posnetku 2, tamburin na posnetku 4

### Produkcija
- Benny Andersson – producent, aranžer
- Björn Ulvaeus – producent, aranžer
- Sven-Olof Walldoff – priredba za godala za posnetek 7
- Michael B. Tretow – tonski mojster, masteriranje 1997 in 2001
- Jon Astley – masteriranje 1997 in 2001
- Tim Young – masteriranje 1997
- Henrik Jonsson – masteriranje 2005
- Ola Lager – fotografija
- Ron Spaulding – oblikovanje albuma

## Odziv
| Tedenske lestvice po državah (1974–1977) | Najvišja uvrstitev |
| ---------------------------------------- | ------------------ |
| Avstralija (Kent Music Report)           | 18                 |
| Belgija                                  | 10                 |
| Finska                                   | 4                  |
| Nemčija (Ofizielle Top 100)              | 6                  |
| Norveška (VG-lista)                      | 1                  |
| Nova Zelandija (RMNZ)                    | 38                 |
| Rodezija                                 | 6                  |
| Švedska                                  | 1                  |
| ZDA (Billboard 200)                      | 145                |
| ZDA (Cash Box)                           | 156                |
| ZDA (Record World)                       | 153                |
| Združeno kraljestvo (UK Albums)          | 28                 |

| Tedenske lestvice po državah (2004–2021) | Najvišja uvrstitev |
| ---------------------------------------- | ------------------ |
| Belgija (Ultratop Flandrija)             | 83                 |
| Belgija (Ultratop Valonija)              | 159                |
| Nemčija (Ofizielle Top 100)              | 97                 |
| Nizozemska (Album Top 100)               | 74                 |
| Švedska                                  | 49                 |
| Združeno kraljestvo (UK Album Charts)    | 71                 |

| Lestvice ob koncu leta (1974) | Uvrstitev |
| ----------------------------- | --------- |
| Nemčija (Ofizielle Top 100)   | 24        |

| Regija                    | Certifikacije        | Prodanih izvodov |
| ------------------------- | -------------------- | ---------------- |
| Avstralija (ARIA)         | 2× platinasta plošča | 100 000          |
| Danska (IFPI)             | srebrna plošča       | 25 000           |
| Finska (IFPI)             | zlata plošča         | 25 035           |
| Jugoslavija (Džuboks)     | srebrna plošča       | 18 000           |
| Nemčija (BVMI)            | platinasta plošča    | 500 000          |
| Poljska                   | zlata plošča         | 125 000          |
| Švedska (GLF)             | diamantna plošča     | 349 938          |
| Združeno kraljestvo (BPI) | srebrna plošča       | 60 000           |
| Skupna prodaja            |                      |                  |
| Evropa                    | —                    | 3 000            |